# Nie Er
Nie Er (født 14. februar 1912 i Kunming, Kina, død 17. juli 1935 i Fujisawa, Kanagawa-præfekturet, Japan) var en kinesisk komponist, dirigent og violinist.
Er er nok mest kendt for at havde komponeret den Kinesiske National Hymne kaldet (De frivilliges March). Han har primært skrevet sange, men også orkesterværker, kammermusik etc. Er hører til Kinas mest kendte komponister grundet hans bidrag med De Frivilliges March. Han studerede violin på Mingyue Musical Drama Society (1931), og var selvlært som komponist. Er menes at være omkommet ved en drukneulykke (1935) i havet mellem Japan og Rusland i flugten fra det Nationale Kina.

## Udvalgte sange
- De frivilliges march (1935)
- Foråret kommer tilbage (1935)
- Snefygning (1934)
- Vals (1932)